# لوك بورجوا
لوك بورجوا (بالإنجليزية: Luke Bourgeois)‏ مواليد 3 مارس 1977 في سيدني، هو لاعب كرة مضرب أسترالي سابق وكان يلعب باليد اليمنى. أعلى تصنيف له في الفردي كان المركز الـ 262 في سنة 2006. أعلى تصنيف له في الزوجي كان المركز الـ 169 في سنة 2004.

## النهائيات

### الزوجي: (4)
| الرقم | السنة | الدورة             | الأرضية | الشريك       | المنافس في النهائي          | النتيجة في النهائي |
| ----- | ----- | ------------------ | ------- | ------------ | --------------------------- | ------------------ |
| 1.    | 2004  | كالوندرا, أستراليا | صلبة    | ين هسون لو   | مارك هلويتي شانون نتل       | 7–6(7–2), 7–5      |
| 2.    | 2005  | بورني, أستراليا    | صلبة    | كريس جيوشيون | ألقزندر هارتمان سكوت ليبسكي | 6–4, 6–3           |
| 3.    | 2006  | بورني, أستراليا    | صلبة    | ين هسون لو   | رافائيل درك ألون جونز       | 6–3, 6–2           |
| 4.    | 2007  | لانزاروت, إسبانيا  | صلبة    | ريك دي فوست  | نوام أوكون دودي سيلا        | 6–3, 6–1           |

## روابط خارجية
- لوك بورجوا على موقع رابطة محترفي التنس (الإنجليزية)
- لوك بورجوا على موقع الاتحاد الدولي لكرة المضرب (الإنجليزية)
- لوك بورجوا على موقع خلاصة التنس.كوم (الإنجليزية)
- لوك بورجوا على موقع إي إس بي إن.كوم (الإنجليزية)